# Jenny Thompson
Jennifer Beth Thompson (* 26. Februar 1973 in Dover, New Hampshire, USA) ist eine US-amerikanische Anästhesistin und ehemalige Schwimmerin.

## Sportkarriere
Thompson war eine der zuverlässigsten Schwimmerinnen der 1990er Jahre in der internationalen Schwimmszene. Obwohl sie nie Einzelolympiasiegerin war, sammelte keine Schwimmerin mehr Olympiamedaillen als sie. Insgesamt gewann sie acht Goldmedaillen mit US-amerikanischen Staffeln bei den Olympischen Spielen 1992, 1996 (eine davon für ihren Einsatz im Vorlauf der Lagenstaffel) und 2000. Außerdem gewann sie die olympischen Einzelmedaillen Silber über 100 m Freistil 1992 in Barcelona und die Bronzemedaille über 100 m Freistil 2000 in Sydney. Bei den Olympischen Spielen 2004 in Athen gewann sie mit der 4 × 100-m-Lagenstaffel die Silbermedaille hinter Australien und eine weitere silberne für ihren Vorlaufeinsatz mit der 4 × 100-m-Freistilstaffel.
Ihr erfolgreichstes Jahr als Einzelschwimmerin war jedoch nicht ein olympisches Jahr. 1998 wurde sie bei den Schwimmweltmeisterschaften Weltmeisterin über 100 m Schmetterling und über 100 m Freistil.
Bis sie durch Katie Ledecky bei den Olympischen Spielen 2024 in Paris überholt wurde, war sie die erfolgreichste US-amerikanische Olympionikin.

## Nach der aktiven Karriere
2006 schloss Thompson ihr Medizinstudium ab und arbeitet seither im Maine Medical Center in Portland als Anästhesistin und Chirurgin.